# Anar Rəsul oğlu Rzayev
Anar Rasul oghlu Rzayev (en azerí: Anar Rəsul oğlu Rzayev; Bakú, 14 de marzo de 1938), más conocido solamente como Anar, es un escritor, dramaturgo y director de cine azerbayano.

## Biografía
Es hijo de los poetas Rasul Rza y Nigar Rafibeyli.
Tras estudias diez años en una escuela de música en Bakú, entró al Departamento de Filología de la Universidad Estatal de Bakú. También se diplomó en escritura de guiones y en producción cinematográfica en Moscú.
Anar es presidente de la Unión de Escritores de Azerbaiyán. Aunque es conocido por sus cuentos y novelas, también ha escrito varios guiones para cine. 